# Pauline Frasca
Pauline Frasca (* 1. Juli 1980 in Sale) ist eine ehemalige australische Ruderin, die 2005 zwei Weltmeistertitel gewann.

## Sportliche Karriere
Pauline Frasca debütierte 2005 im Ruder-Weltcup, wo sie sowohl im australischen Achter als auch zusammen mit Robyn Selby Smith im Zweier ohne Steuerfrau antrat. Beim Weltcup-Auftakt in Eton belegte der Achter den vierten Platz, Frasca und Smith belegten den dritten Platz im Zweier hinter zwei anderen australischen Zweiern. Bei der zweiten Weltcupregatta in München gewann der Achter, im Zweier belegten Smith und Frasca den zweiten Platz hinter dem neuseeländischen Zweier. Bei den Weltmeisterschaften in Gifu gewannen Robyn Selby Smith, Emily Martin, Pauline Frasca und Kate Hornsey im Vierer ohne Steuerfrau, alle vier Ruderinnen saßen auch im erfolgreichen Achter.
Pauline Frasca trat bei den Olympischen Spielen 2008 im Achter an und belegte den sechsten Platz. Bei den Weltmeisterschaften 2010 ruderte Frasca zusammen mit Sarah Heard, Sarah Cook und Kate Hornsey im Vierer auf den zweiten Platz hinter dem Boot aus den Niederlanden. 2011 in Bled siegte im Weltmeisterschaftsfinale der US-Vierer vor dem australischen Boot mit Peta White, Renee Chatterton, Pauline Frasca und Kate Hornsey. In der Saison 2012 ruderte Pauline Frasca im Doppelvierer, mit dem sie bei den Olympischen Spielen in London den vierten Platz belegte. 2014 ruderte Frasca dann wieder im Achter und belegte den zehnten Platz bei den Weltmeisterschaften in Amsterdam. 
Die 1,80 m große Pauline Frasca ruderte für den Mercantile Rowing Club aus Melbourne.